# CHARGE-Syndrom
Beim CHARGE-Syndrom (oder der CHARGE-Assoziation) handelt es sich um einen genetischen Defekt, bei dem verschiedene Organe betroffen sind. Das Akronym CHARGE basiert auf einer Abkürzung einiger der häufigsten Symptome (C – Kolobom des Auges, H – Herzfehler, A – Atresie der Choanen, R – Retardiertes Längenwachstum und Entwicklungsverzögerung, G – Genitalfehlbildung, E – Ohrfehlbildungen).
Das Syndrom wurde 1979 erstmals von Hall beschrieben, der Name jedoch erst 1981 von Pagon definiert.
Die Häufigkeit des Auftretens beträgt etwa 0,1–1,2 pro 10.000, ist aber nicht genau bekannt und wird möglicherweise unterschätzt.
Die genetische Grundlage des Syndroms stellen Mikrodeletionen und Mutationen im CHD7-Gen auf dem Chromosom 8q12 dar, die zumeist de novo ohne erblichen Hintergrund auftritt.

## Klinische Symptomatik

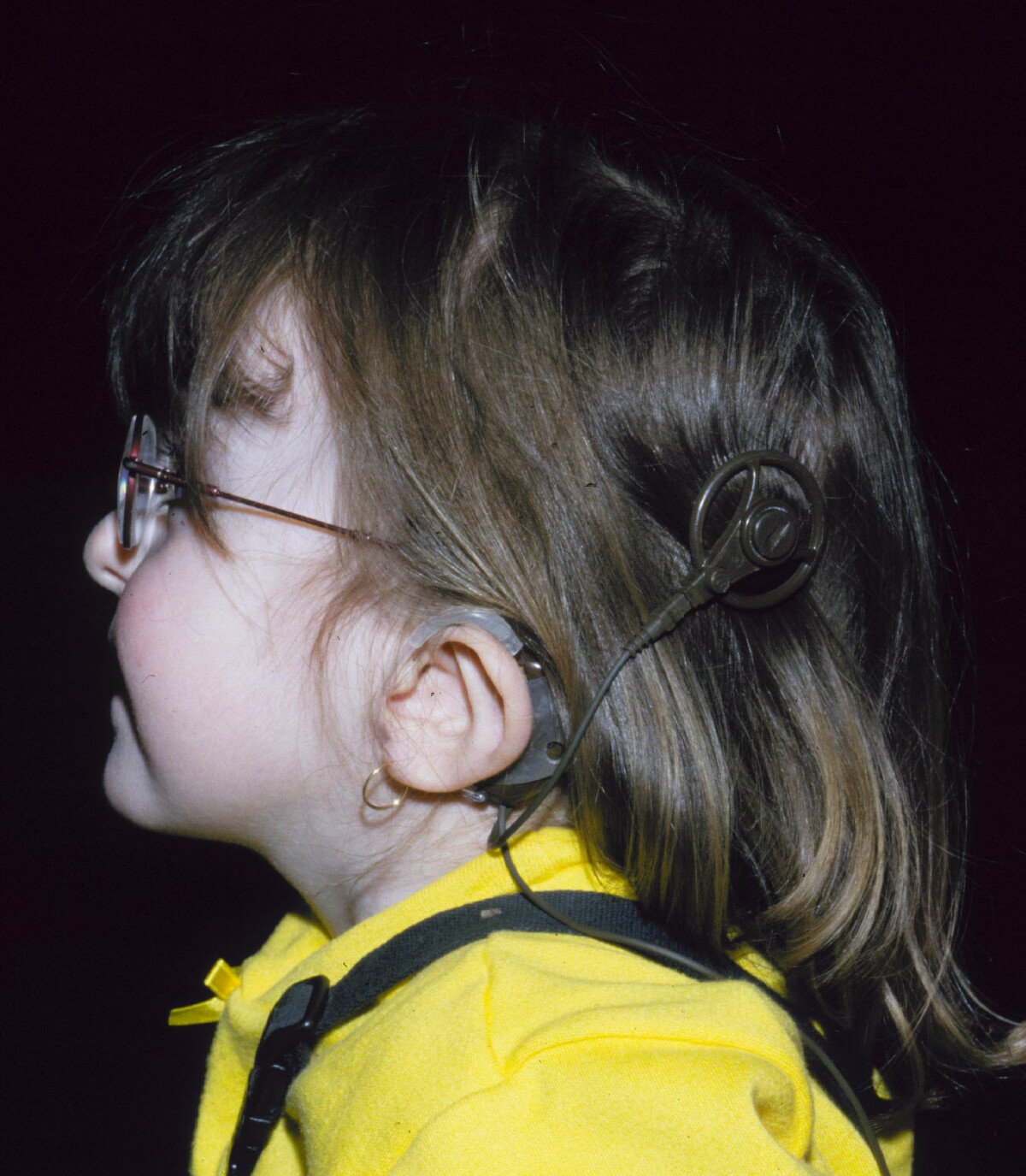
Fehlbildung der Ohren beim CHARGE-Syndrom

Die Ausprägung des Syndroms ist variabel; nicht alle Merkmale treten bei jedem Betroffenen auf.

### Kolobom des Auges
Das Kolobom ist eine Spaltbildung, die die Iris (Regenbogenhaut), Retina (Netzhaut) oder beide betrifft und sowohl ein- als auch beidseitig auftreten kann. Es kann eine Reihe von Sehstörungen wie Gesichtsfeldausfällen, Netzhautablösungen und Lichtüberempfindlichkeit resultieren.

### Herzfehler
Ein Großteil der Patienten weist einen Herzfehler auf. Am häufigsten findet sich eine Fallot-Tetralogie (etwa ein Drittel der Betroffenen), möglich sind jedoch eine Vielzahl weiterer Fehlbildungen (persistierender Ductus arteriosus, Ventrikelseptumdefekt, Atriumseptumdefekt u. a.).

### Atresie der Choanen
Bei der Geburt kann der Nasengang (Choane) ein- oder beidseitig blockiert oder ungewöhnlich eng sein (Choanalatresie).

### Retardiertes Längenwachstum und Entwicklungsverzögerung
Das verzögerte Wachstum (körperliche Retardierung) ist durch Probleme mit Kreislauf, Lungenfunktion, Ernährungsprobleme oder gelegentlich einen Wachstumshormon-Mangel bedingt. Es wird meist erst im Kindesalter manifest, da das Geburtsgewicht meist normal ist. Die Entwicklung der geistigen Fähigkeiten ist ebenfalls sehr variabel.

### Anomalien der Geschlechtsorgane
Die Unterentwicklung der Geschlechtsorgane wird hauptsächlich bei Jungen bemerkt. Dies betrifft die äußeren Geschlechtsorgane und ist deshalb nur bei Männern leicht feststellbar. Hoden-Unterentwicklungen (Kryptorchismus), Mikropenis, Hypospadie, sowie die fehlende Anlage von Uterus, Cervix uteri oder Vagina sind häufige Probleme. Einige Frauen haben kleine äußere Schamlippen. Auch Fehlbildungen der Nieren sowie Aphallie treten auf.

### Fehlbildungen des Ohres
Ohrfehlbildungen manifestieren sich klassischerweise in ungewöhnlich geformten Ohrmuscheln, was durch einen Knorpelmangel und mangelhafte Funktion des Nervus facialis mit dadurch bedingter Fehlfunktion intrinsischer Ohrmuskeln bedingt ist.
Der Hörverlust kann mild ausfallen oder komplett ausgeprägt sein.

## Diagnosekriterien
Alle vier Hauptmerkmale oder drei Haupt- und drei Nebenmerkmale sind für eine Diagnose erforderlich. Die Diagnose sollte bei jedem Kind in Betracht gezogen werden, das eines der Hauptmerkmale aufweist.

### Hauptmerkmale
- Kolobom des Auges
- Choanalatresie
- Charakteristisches CHARGE-Ohr
- Missbildung der Gesichtsnerven: Verlust des Geruchssinns (Nervus olfactorius), Gesichtslähmung (Nervus facialis), Schallempfindungsstörung und Gleichgewichtsstörungen (Nervus vestibulocochlearis), Schluckprobleme (Nervus glossopharyngeus und Nervus vagus).

### Nebenkriterien
- Anomalien der Geschlechtsorgane (Mikropenis, Hodenhochstand usw.)
- Entwicklungsverzögerung mental und motorisch
- Herzfehler
- Kleinwuchs
- Spaltbildung im Gesichtsbereich (Lippen-Kiefer-Gaumenspalte. Probleme durch Ohrenentzündungen, beim Füttern und beim Sprechen).
- Trachealfisteln (Tracheo-ösophageale Fistel), auch Larynxspalt
- Speiseröhrenfehlbildungen (Ösophagusatresie)
- Charakteristisches CHARGE-Gesicht (Asymmetrie des Gesichts, eckige Gesichtsform, breite, hervorstehende Stirn, Ptosis (schlaffen Lidern), flaches Mittelgesicht, kleines Kinn.)

## Differentialdiagnose
Abzugrenzen sind u. a. das Graham-Cox-Syndrom, Mandibulo-faziale Dysostose-Mikrozephalie-Syndrom, Nager-Syndrom, Treacher-Collins-Syndrom

## Therapie und Prognose
Kinder mit dem CHARGE-Syndrom bedürfen intensiver medizinischer Betreuung und einer Vielzahl von Korrektureingriffen. Diese betreffen primär die Korrektur der Choanalverengung, um die Atmung zu erleichtern sowie die herzchirurgische Korrektur der Herzfehler, die oft lebensnotwendig ist. Auch eine Tracheo-ösophageale Fistel muss dringlich operiert werden.
Gegenwärtig gibt es nur wenige Erwachsene, bei denen CHARGE festgestellt wurde, möglicherweise, weil es erst im Jahre 1979 beschrieben wurde; aufgrund des wachsenden Bekanntheitsgrades wird der Zustand auch bei einer zunehmenden Zahl von Erwachsenen diagnostiziert.